# Teichonopsis
Teichonopsis is een geslacht van sponsdieren uit de klasse van de Calcarea (kalksponzen).

## Soort
- Teichonopsis labyrinthica (Carter, 1878)